# Cielętnik
Cielętnik (Duits:Kälberhaus) is een plaats in het Poolse district  Braniewski, woiwodschap Ermland-Mazurië. De plaats maakt deel uit van de gemeente Braniewo en telt 51 inwoners.